# Golden Hills, Kalifornien
Golden Hills är en ort (CDP) i Kern County, i delstaten Kalifornien, USA. Enligt United States Census Bureau har orten en folkmängd på 8 656 invånare (2010) och en landarea på 31,7 km².